# Marcelo Ojeda
Marcelo Leonardo Ojeda (Avellaneda, 8 dicembre 1968) è un ex calciatore argentino, di ruolo portiere.

## Carriera
Con la nazionale argentina conta una presenza, nella partita del 14 giugno 1997 vinta per 2-0 sul Cile.